# Mimela trichiopyga
Mimela trichiopyga är en skalbaggsart som beskrevs av Ohaus 1914. Mimela trichiopyga ingår i släktet Mimela och familjen Rutelidae. Inga underarter finns listade i Catalogue of Life.